# Rosnay-l’Hôpital
Rosnay-l’Hôpital ist eine französische Gemeinde im Département Aube in der Region Grand Est. Sie gehört zum Kanton Brienne-le-Château und zum Arrondissement Bar-sur-Aube. 
Sie ist umgeben von folgenden Nachbargemeinden:
| Yèvres-le-Petit |                                             | Blignicourt         |
|                 | Kompassrose, die auf Nachbargemeinden zeigt |                     |
| Lassicourt      |                                             | Perthes-lès-Brienne |

## Bevölkerungsentwicklung
| Jahr                      | 1962 | 1968 | 1975 | 1982 | 1990 | 1999 | 2008 | 2016 |
| ------------------------- | ---- | ---- | ---- | ---- | ---- | ---- | ---- | ---- |
| Einwohner                 | 273  | 247  | 242  | 227  | 215  | 215  | 221  | 197  |
| Quelle: Cassini und INSEE |      |      |      |      |      |      |      |      |

## Sehenswürdigkeiten
- Kirche Mariä Himmelfahrt (Église de l’Assomption de la Vierge), Monument historique seit 1846

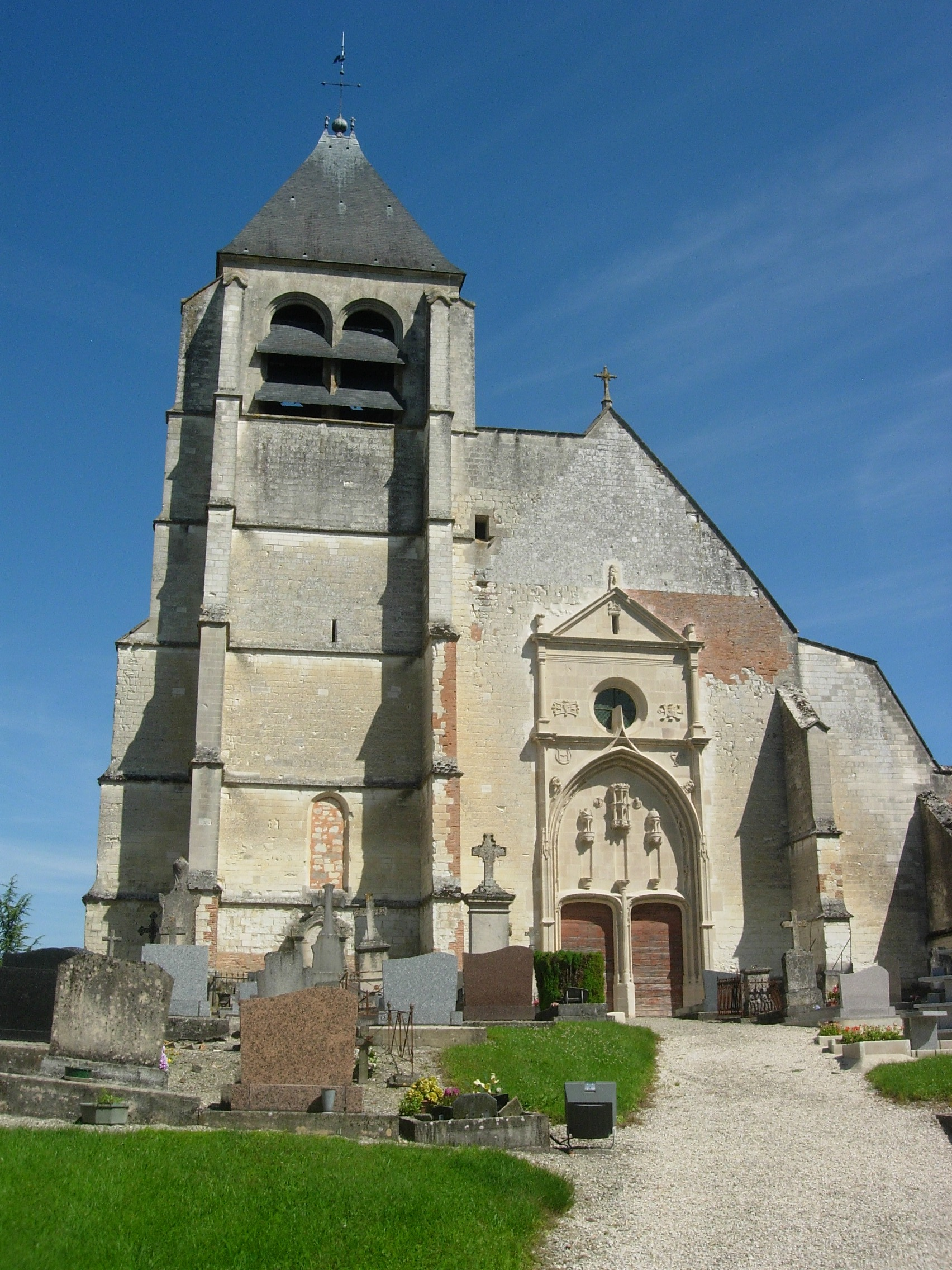
Kirche